# Славяново
Вижте пояснителната страница за други значения на Славяново.
Славяново е град, разположен в Северна България и второто по големина селище в Община Плевен, област Плевен, на 30 км североизточно от областния център.

## География
Градът е разположен в Средна Дунавска равнина със слаб наклон от запад на изток. На 6 км от Славяново се намира село Коиловци, близо до града е и село Тотлебен. Селището отстои на 30 км североизточно от общинския и областния център Плевен, на 35 км южно от река Дунав, на 5 км от река Осъм и на 5 км северно от главния път Плевен – Русе. Най-близкото до града пристанище на река Дунав е в Никопол, отстоящо на 46 километра. Разстоянието до столицата София е 189 км.
Славяново разполага с обширно и равно землище с площ 93,454 km², което е най-голямото в общината и трето по големина в Плевенска област. От него 75 000 дка (или 80 %) е орна земя с лек наклон на изток към река Осъм (НСИ). В покрайнините на града са разположени няколко язовира. От тях за нуждите на селското стопанство основно за напояване се използват Славяново 1 и 4.

### Население
При преброяването през 2011 г. над 2/3 от населението се определят като българи, а около 1/4 - за турци.
По данни на ГРАО, към 15 юни 2023 г. градът има 4047 жители по настоящ адрес и 4197 жители по постоянен адрес.

### Климат
Климатът е умерено-континентален с големи температурни амплитуди. Средногодишната температура е около 12 °C, а средномесечните валежи през годината са 27,48 mm.
| Климатични данни за град Славяново          | Климатични данни за град Славяново | Климатични данни за град Славяново | Климатични данни за град Славяново | Климатични данни за град Славяново | Климатични данни за град Славяново | Климатични данни за град Славяново | Климатични данни за град Славяново | Климатични данни за град Славяново | Климатични данни за град Славяново | Климатични данни за град Славяново | Климатични данни за град Славяново | Климатични данни за град Славяново | Климатични данни за град Славяново |
| Месеци                                      | яну.                               | фев.                               | март                               | апр.                               | май                                | юни                                | юли                                | авг.                               | сеп.                               | окт.                               | ное.                               | дек.                               | Годишно                            |
| Абсолютни максимални температури (°C)       | 17                                 | 22                                 | 27                                 | 31                                 | 33                                 | 37                                 | 42                                 | 37                                 | 37                                 | 32                                 | 26                                 | 20                                 | 42                                 |
| Средни максимални температури (°C)          | 2                                  | 6                                  | 12                                 | 18                                 | 24                                 | 28                                 | 30                                 | 30                                 | 25                                 | 18                                 | 9                                  | 4                                  | 17,16                              |
| Средни температури (°C)                     | −1                                 | 1,5                                | 7                                  | 12,5                               | 18                                 | 21,5                               | 23,5                               | 23,5                               | 18,5                               | 12,5                               | 5                                  | 1                                  | 11,95                              |
| Средни минимални температури (°C)           | −4                                 | −3                                 | 2                                  | 7                                  | 12                                 | 15                                 | 17                                 | 17                                 | 12                                 | 7                                  | 1                                  | −2                                 | 6,75                               |
| Абсолютни минимални температури (°C)        | −24                                | −10                                | −13                                | −2                                 | 2                                  | 6                                  | 11                                 | 7                                  | −1                                 | −6                                 | −12                                | −17                                | −24                                |
| Средни месечни валежи (mm)                  | 15,6                               | 15,8                               | 21                                 | 25,3                               | 37,6                               | 30,2                               | 31,7                               | 20,4                               | 61,21                              | 21,3                               | 26                                 | 23,7                               | 290,8                              |
| ------------------------------------------- | ---------------------------------- | ---------------------------------- | ---------------------------------- | ---------------------------------- | ---------------------------------- | ---------------------------------- | ---------------------------------- | ---------------------------------- | ---------------------------------- | ---------------------------------- | ---------------------------------- | ---------------------------------- | ---------------------------------- |
| Източник: MSN Weather и www.weatherbase.com |                                    |                                    |                                    |                                    |                                    |                                    |                                    |                                    |                                    |                                    |                                    |                                    |                                    |

## История
От 4 – 3 век преди новата ера датират най-ранните следи, показващи наличието на човешки живот по тези земи. Намерените останки от жилища, керамични фрагменти и оръдия на труда са категорично доказателство за съществуването на живот. Намерени са и различни останки и монети още от времето на управлението на Александър Велики и Римската империя. Това говори, че в близост до днешния град е имало селище от римски тип, което се е намирало на древен път в посока към Никопол. В резултат на върлуващата в римското селище бобонна чума обаче, населението е принудено да го напусне и така се заселва в днешното разположение на един от най-големите градове в област Плевен.
До втората половина на XVII век в селото се заселва многобройна общност от хора, състояща се предимно от българи и турци. В годините на Кримската война се заселват още татари и черкези, което допринася още повече за колорита на населението. В онези години територията на населеното място не представлява нищо повече от малка низина, доста обрасла с непроходима тръстика. Името Турски Тръстеник селището получава поради факта, че в него живеят доста турци. С това се отличава от Марашки Тръстеник, сегашния град Тръстеник. Също така има голямо наличие на изворна вода, а в околностите се простират големи по площ пространства с дъбови гори.
През 1860 година местното население проявява инициативност в желанието да изгради собствен православен храм. През 1864 година Мустафа Чанашки успява да издейства ферман от султана за строеж, като отстъпва собствен парцел. Чанашки е тогавашният кмет на града, а самата църква е окончателно построена в сегашния си вид през 1870 година. Тя представлява кораб, издигнат високо над земята. След края на Освободителната война обаче по-голямата част от турците в селото се изселват.
С МЗ № 2820/обн. 14.08.1934 г. с. Турски Тръстеник (Тръстеник) е преименувано на с. Славяново. Градски статут получава точно четири десетилетия по-късно. Тогава с Указ № 1942/обн. 17.09.1974 г. е официално признат за селище от градски тип, като това го прави едно от най-младите градски селища в страната.

## Икономика и инфраструктура
- Млекопреработвателното предприятие “Милица Лазарова-90”: цехове за млечни и месни продукти
- Картонажен цех
- Банка ДСК
- Лековит минерален извор (сега не работи)
- Дом за възрастни хора „Свети Лазар“

## Образование
- Средно училище „Христо Ботев“, основано през 1912 г. Носител е на орден „Св. св. Кирил и Методий“ I степен, званието „Национален първенец по опазване на околната среда“ и почетно знаме.
- Начално училище „Св. св. Кирил и Методий“, основано през 1923 г.

## Религии
Християнска – източноправославна; мюсюлманска – сунитска.

## Забележителности
- Паметник над гроба на генерал-майор Вилхелм Олдекоп, командир на 2-ра бригада от 9-а кавалерийска дивизия, починал на 9 септември 1877 г. поставен от военната му част
- Паметник над гроба на генерал-майор Вилхелм Олдекоп, поставен от съпругата и двамата му сина, посетили мястото през 1902 г.

## Редовни събития
- Ежегоден събор и панаир на 24 май.
- Празник по случай обявяването на Славяново за град 4 септември.

## Други
- Открита през 1983 г. минерална баня
- Побратимен град: Кайзерслаутерн,  Германия

### Спорт
Футболен клуб „Вихър“ е създаден през 1921 г. До 1955 – 1960 г. в Славяново съществуват още 4 футболни отбора.

### Кухня
Най-известното ястие е разновидност на боб и пълнени чушки, наречена „Бобец от сладкия“ и яхния от сини сливи.

## Галерия
- Банка ДСК – Славяново
- Млекопреработвателно предприятие „Лазарова“
- Вътрешен двор
- Гробът на генерал-майор Вилхем Олдекоп
- Надписът на надгробния камък на генерал-майор Олдекоп
- Паметникът на Олдекоп, поставен от семейството му